# Li Furong
Li Furong (förenklad kinesiska: 李富荣; traditionell kinesiska: 李富榮; pinyin: Lǐ Fùróng), född 1942 i Shanghai, Kina, är en kinesisk bordtennisspelare.
Vid världsmästerskapen i bordtennis 1965 i Ljubljana tog han VM-guld i herrlag, VM-silver i herrsingel och VM-brons i herrdubbel.
Två år senare vid världsmästerskapen i bordtennis 1971 i Nagoya tog han VM-guld i herrdubbel.